# Alejandro de Drisípara
San Alejandro de Drisípara o Drizípara es un santo tradicional no incluido en el actual martirologio. Se le identifica con un soldado de la legión romana comandado por un tribuno de nombre Tiberio. Sufrió martirio en Drisípara, en la actual Tracia oriental, en Turquía, durante la persecución de Diocleciano del año 303, siendo torturado y decapitado por no renunciar a su fe cristiana.

## Hagiografía
Nació en torno al año 285, siendo originario de la ciudad de Cartago, en la provincia romana de África, aunque en ocasiones se refiere Puteoli, actual Pozzuoli, como lugar de nacimiento. Se alistó en la Legión romana, sirviendo en la propia ciudad de Roma en el regimiento de un tribuno llamado Tiberio. Al cumplir los 18 años de edad, el emperador Maximiano, siguiendo las órdenes de Diocleciano, lanza el edicto contra los cristianos, por lo que el 23 de febrero del año 303 se inicia una persecución generalizada de todo aquel sospechoso de practicar la fe de Cristo.
El tribuno Tiberio reúne a sus soldados y les ordena acudir al templo de Júpiter, a las afueras de Roma, para ofrecer sacrificios al dios romano. Alejandro, quien había sido criado en la fe cristiana, se niega, por lo que es reportado al emperador Maximiano, quien ordena su arresto. Según cuenta la leyenda, Alejandro estaba dormido cuando un ángel se le apareció y le presagió su martirio, anunciando que sería acompañado por este durante toda la marcha. Así, ante Maximiano, Alejandro reiteró su fe en Cristo y se negó a adorar ídolos paganos. Aunque el emperador trató de persuadirle con honores, Alejandro se mantuvo firme. Ante la obstinación de Alejandro, el emperador lo envió de vuelta al tribuno Tiberio, quien tenía orden de partir a Tracia a perseguir a los cristianos del lugar. Antes de iniciar la marcha, Alejandro fue atado por los pies a una pesada piedra y el cuerpo a un palo para ser azotado hasta arrancarle tiras de piel.
La tradición dice que un ángel anunció de nuevo el martirio de Alejandro a su propia madre, de nombre Pimenia, quien lo acompañó y alentó durante el trayecto a Tracia. Una vez en Marcianópolis, muy próximo a la ciudad portuaria de Odeso, se cuenta que fue torturado con antorchas de fuego en la cara y siendo arrastrado entre zarzales, resultando milagrosamente ileso. En la ciudad de Filipópolis, el tribuno Tiberio volvió a intentar que Alejandro renunciara a su fe, nuevamente sin éxito. Llegada la noche, el ángel volvió a aparecerse, esta vez al propio Tiberio. El ángel portaba una espada, con la que ordenó al tribuno a llevar a Alejandro a la ciudad de Bizancio, ya que el fin de Alejandro estaba próximo. Obedeciendo, Tiberio tomó el camino hacia Adrianópolis, mientras Alejandro confortaba a los sedientos soldados rogando a Dios para que les ofreciera manantiales de agua. También se cuenta que tras rezar bajo un árbol, este le proporcionó hojas y frutas curativas que le sanaron las heridas.
Continuando con el camino, Alejandro vaticinó su muerte a su madre, la cual debería ocurrir dos días después. Así, cumpliendo el presagio, tras atravesar la ciudad de Arcadiópolis, llegaron a Drisípara, donde el tribuno Tiberio impuso la decapitación del antiguo soldado. La tradición cuenta que el verdugo que debía ejecutar la orden pidió perdón a Alejandro, y no pudo levantar la espada por advertir ángeles esperando la muerte de Alejandro. Solo tras las oraciones de Alejandro, los ángeles desaparecieron y el soldado pudo cortar la cabeza del santo, todo en presencia de su madre, que nunca lo abandonó.
El cuerpo fue arrojado al río Ergene, siendo rescatado y enterrado por su madre Pimenia, aunque algunas versiones señalan que fueron cuatro perros los encargados de sacarlo del río. Las curaciones empezaron a sucederse en la tumba del santo. Sobre el sepulcro se levantó una iglesia donde se veneraron sus reliquias hasta que, en el año 591, los ávaros saquean la ciudad y queman el templo, destruyendo las reliquias del santo y desvalijando la carcasa de plata que los resguardaba.
Algunas de las reliquias del santo aseguran conservarse en el monasterio ortodoxo de San Serafín de Sarov, en las inmediaciones de la ciudad italiana de Pistoya.

## Controversias
La Iglesia católica no reconoce formalmente a ciertos mártires antiguos a causa de la falta de evidencias históricas y poca documentación, como es el caso de San Alejandro de Drisípara. De hecho, el actual martirologio romano no lo incluye en su catálogo de mártires, apareciendo por última vez en el de 1956.
Asimismo, a otros santos mártires de nombre Alejandro se les atribuye vidas y acontecimientos similares a los de San Alejandro de Drisípara, como son los casos de San Alejandro de Bérgamo, o algunas hagiografías de San Alejandro de Jerusalén, lo que hace pensar que en ocasiones pueda tratarse de confusiones entre los relatos de sendas vidas. No obstante, muchos mártires de las persecuciones a cristianos fueron soldados con crónicas similares entre sí.